# Syntormon variegatum
Syntormon variegatum är en tvåvingeart som beskrevs av Harmston 1952. Syntormon variegatum ingår i släktet Syntormon och familjen styltflugor.
Artens utbredningsområde är Kalifornien. Inga underarter finns listade i Catalogue of Life.